# Напред (1908)
„Напред“ с подзаглавие Народен лист е български вестник, излизал в Битоля, след Младотурската революция от 1908 година.
Собственик е Тодор Стефанов, а редактор учителят в българската гимназия Светослав Добрев. Вестникът е списван и печатан в Солун - в печатницата „Аквароне“. Заглавието е и на френски език. Излиза четвъртък и неделя. Излизат общо четири броя. Близък е до Съюза на българските конституционни клубове и е на български националистически позиции.